# 奧林匹克森林公園
奥林匹克森林公园，位于北京市朝阳区，地处奥林匹克公园北部，占地680公顷，是2008年奥运会配套工程之一，建成当时是北京规划建设的最大的城市公园。虽然是奥运会配套工程，但在奥运会和残奥会期间并未开放，而是在残奥会结束的2008年10月开放了南园，2009年开放了北园。作为北京城市中轴线的北端终点，森林公园提出“通向自然的轴线”的概念，轴线逐渐融入自然，并消失在森林中。北五环路穿公园而过，将公园分为南北两园，南园以人工景观、休闲娱乐为主，北园则以生态园林、自然野趣为主，两园通过中轴线上跨越五环路的一条生态廊道相连。

## 历史

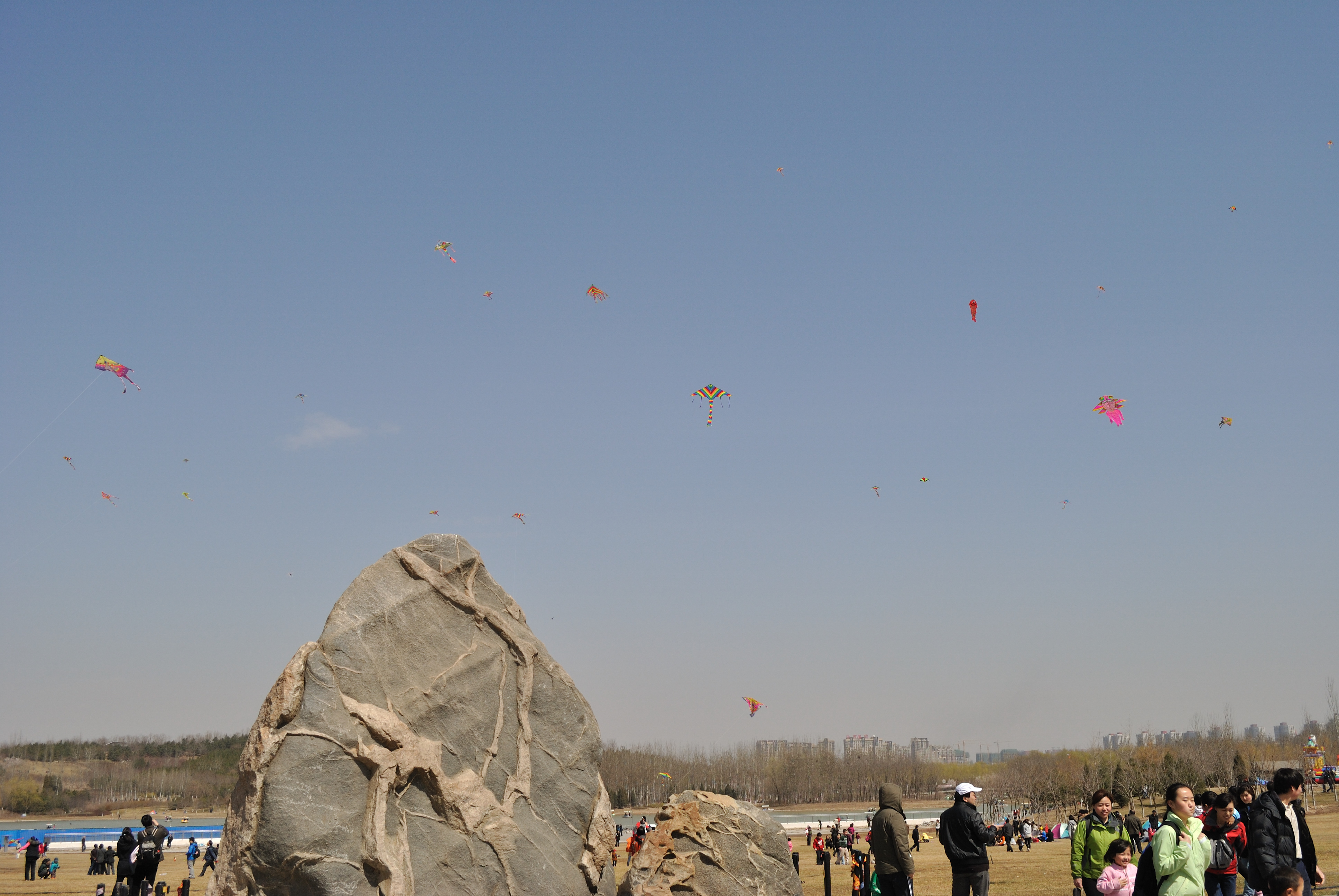
奥林匹克森林公园入口处的假山

北京获得2008年奥运会主办权后，在2002年3月至7月间，北京市规划委员会面向全球对奥林匹克公园的规划设计方案进行了国际征集，美国佐佐木建筑师事务所和中国天津华汇工程建筑设计有限公司的联合设计方案获得一等奖。这个方案中，沿着中轴线建立了中华文明五千年纪念大道，向北消失与森林公园中，而森林公园的规划为：以五环为界，南园以水为主，设计大面积的“龙湖”作为龙形水系的“龙头”，隐喻东海，并在中央设置一岛寓意蓬莱仙岛；北园以山为主，主峰高50至60米，寓意昆仑山脉；南北园间设置3座绿色廊道。同年11月的奥林匹克森林公园和中心区景观设计方案征集中，佐佐木建筑师事务所和北京清华城市规划设计研究院的联合方案中标，这个设计延续了前述设计的主要特征。
随后，由清华城市规划设计研究院在联合方案的基础上，对方案进行深化，并做出了最终方案，于2005年10月27日由中共北京市委常委原则性批准。方案的主要改动包括：取消了五千年纪念大道的设置，同时将森林公园和奥林匹克公园中心区分开，分别交由清华城市规划设计研究院和北京市建筑设计研究院设计；主山由五环北侧移到南侧，相应的压缩南园主湖面积，主山借原有地名命名“仰山”，主湖借“奥林匹克”的“奥”字命名“奥海”。整个园区的中轴线设计为“通向自然的轴线”，从城市逐步走入自然，最终消失于森林公园中。
森林公园南区占地380公顷，定位为“生态森林公园”，以人工景区为主，主要提供市民休闲娱乐的场所；而北区占地300公顷，定位更靠近自然野趣，主打生态牌，通过减少设施和游人数目来创造适宜动植物生长繁衍的环境，是源生树种种源基地和鸟类保护区。南北两园间通过一个生态廊道相连。
森林公园于2005年6月30日开工，2008年7月3日落成，但在奥运期间未曾开放，直到奥运结束的10月26日才向游人开放南园。而北园至2009年10月才向游客开放。

## 水系

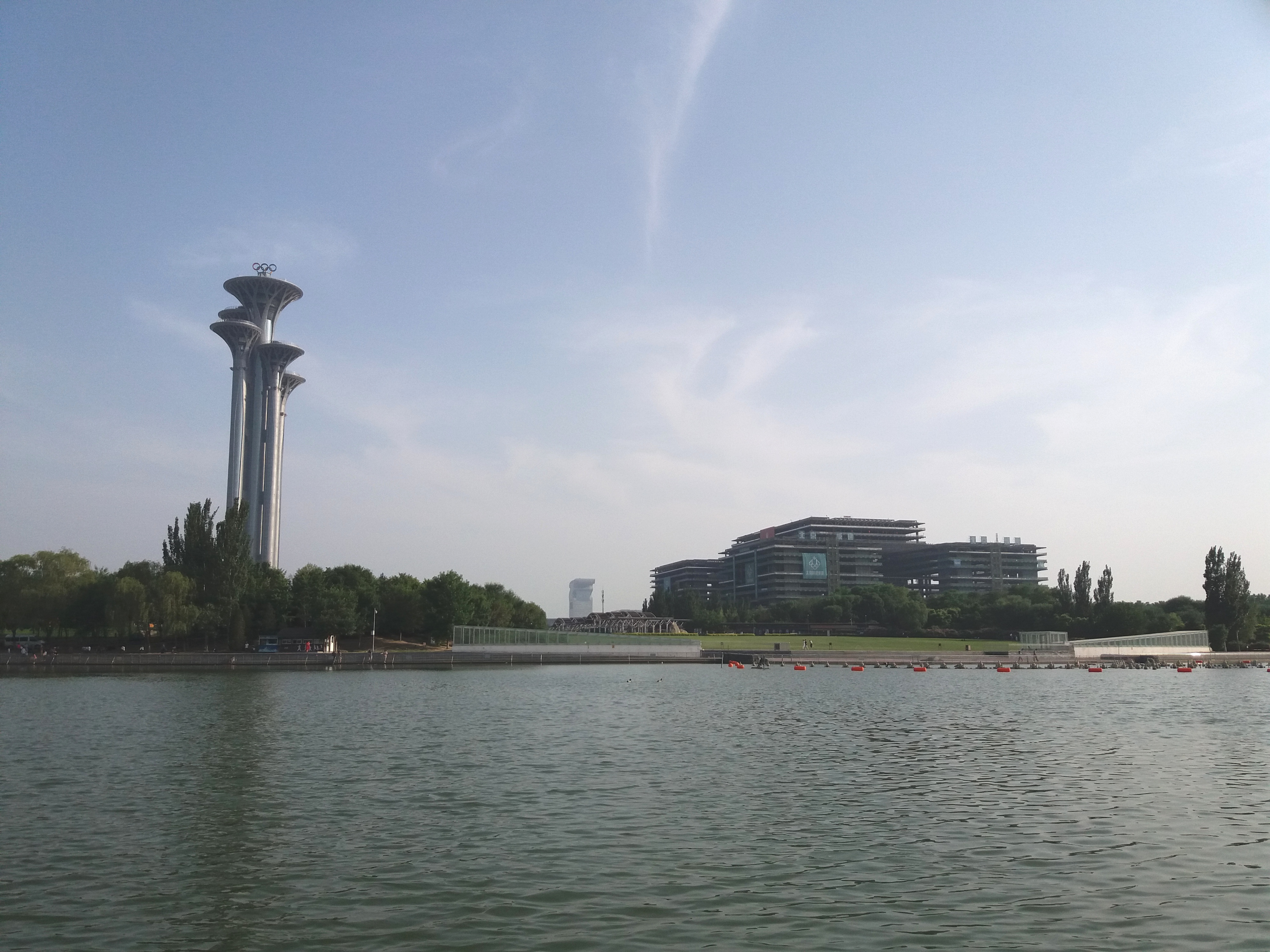
从奥林匹克森林公园湖上向南远眺

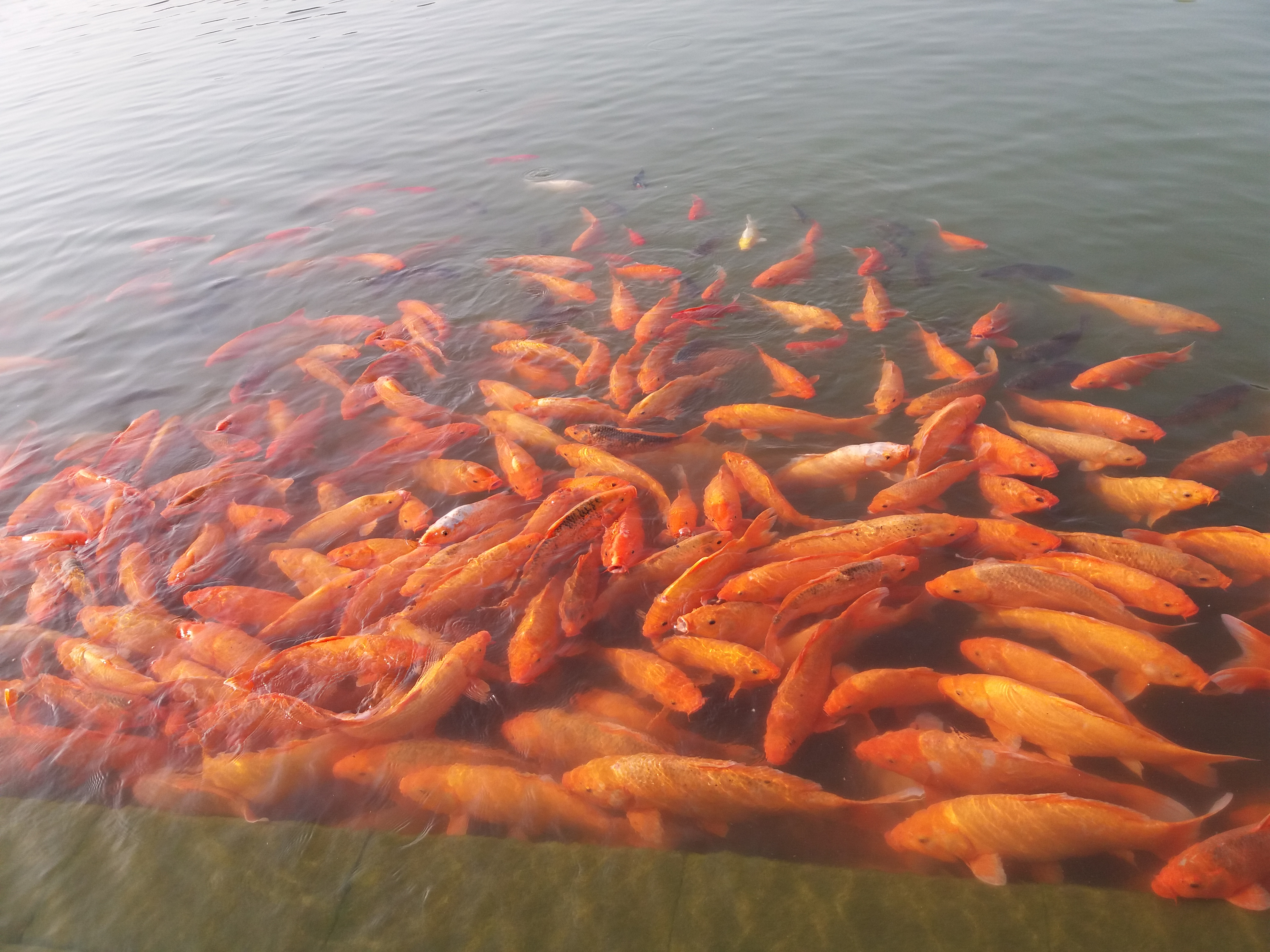
奥林匹克森林公园湖中的鲤鱼

森林公园水面面积为67.7公顷，其中主湖20.3公顷，各处湿地5.71公顷，市政河道25公顷（包括清河导流渠和仰山大沟等），其他水面16.69公顷。清河导流渠和仰山大沟承担为北小河提供水源的任务。南园利用原有洼里公园、碧玉公园水域，挖湖堆山形成主湖，作为龙形水系的头部；北园水系则引自清河导流渠，蜿蜒曲折，营造山林野趣。
水循环方面，非汛期，北园通过市政中水补水，南园通过泵站实现水循环，利用中水和暗管补充蒸发量；汛期，清河导流渠和仰山大沟用于奥林匹克中心区排洪功能，水可以得到及时补充但水质不能保证，为此只能采用局部小循环的模式。园区的湿地可以为园区水循环提供净水能力，净化清河上游来的经污水处理的再生水。当发生特大暴雨时，园区通过清河和北小河两路退水。

## 植被设计
设计师基于对北京本底生物群落、公园场地本底的调查，确定设计原则。整个设计以生态学为指导，保持生物多样性，同时体现“通向自然的轴线”的理念，南园以休闲娱乐为主，北园以生态保护和恢复功能为主。乔木配植主要采取混交林的形式，包括乔木混交林和乔灌混交林，以达到四季景色不同的特点。

## 体育场馆

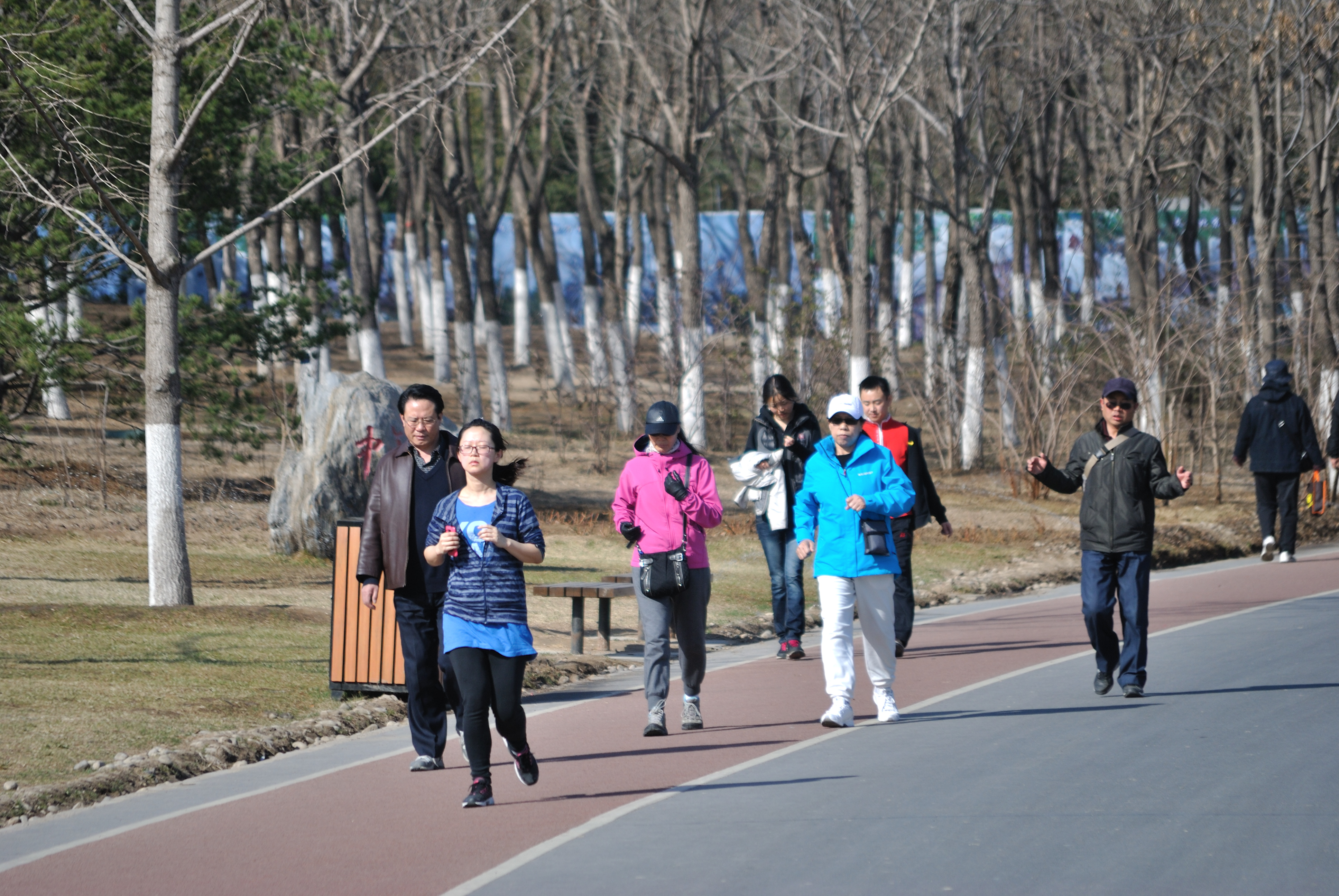
奥林匹克森林公园健身步道

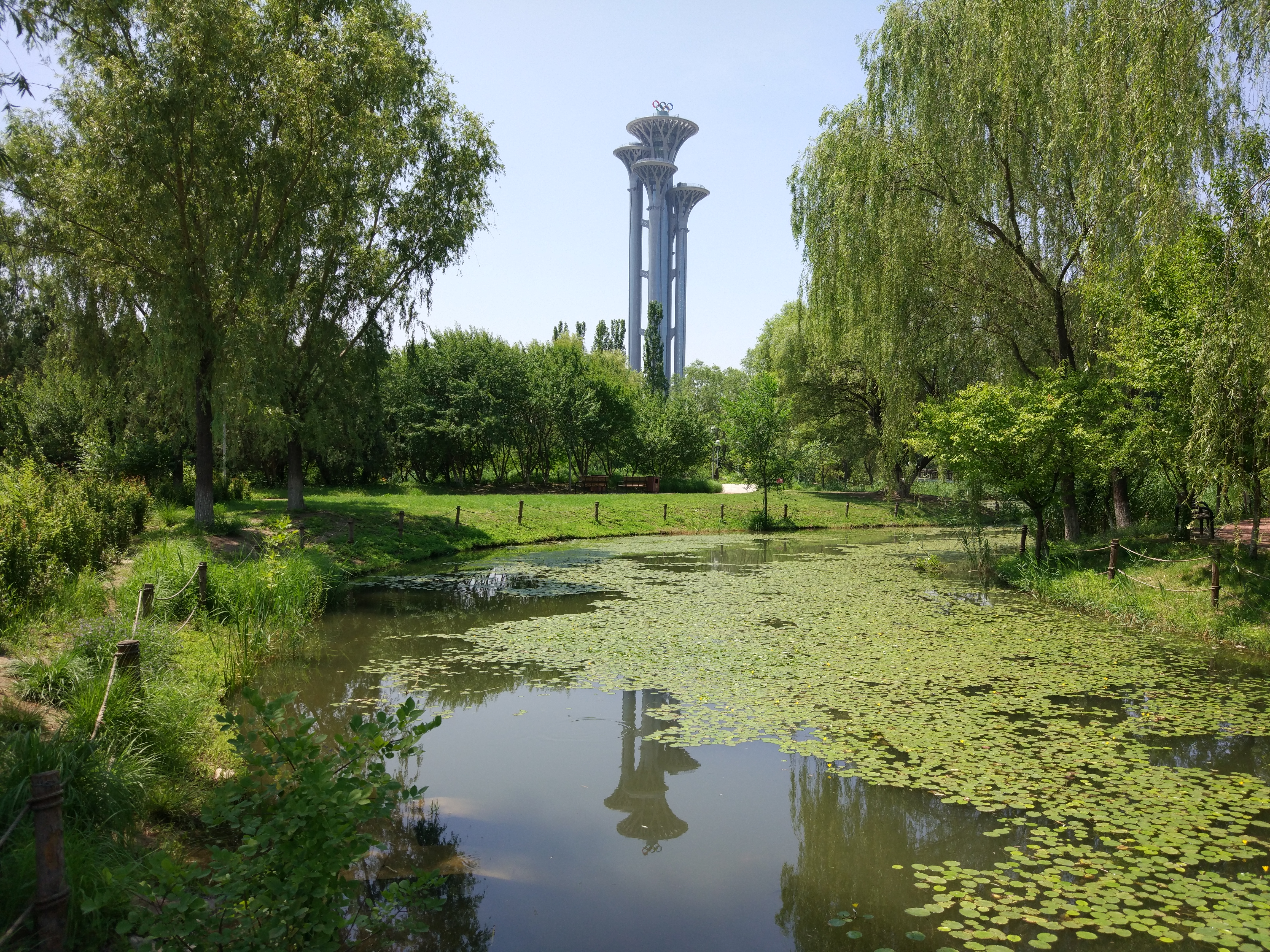
奥林匹克森林公园内的北京奥林匹克塔

公园西部建有部分奥运场馆：
- 国家网球中心
- 国家速滑馆

## 文物古迹
奥林匹克森林公园内，有多处文物古迹，包括龙王庙一座，还有现存的14通螭首龟趺石碑以及2组（4根）墓表。
- 龙王庙：位于奥林匹克森林公园南园西南部，科荟路北侧。
- 卫武家族墓：位于龙王庙以东，科荟路北侧。现存3通石碑，1组（2根）墓表。
- 图海家族墓：位于龙王庙以北。现存5通石碑。
- 海望家族墓：位于卫武家族墓以北，现存4通石碑。
- 吴努春墓：位于海望家族墓以东，现存1通石碑。
- 兆惠墓：位于奥林匹克森林公园国家速滑馆（原08年奥运会曲棍球场）。现存1通石碑，1组（2根）墓表。

此外，兆惠墓东北原有乾隆帝第九女和硕和恪公主与兆惠之子札兰泰合葬墓，和硕和恪公主于乾隆三十七年（1772年）下嫁札兰泰。乾隆四十五年（1780年）公主病逝。乾隆五十三年（1788年）札兰泰病逝，与公主合葬此处。1930年代，该墓被盗毁。

## 交通
参照北京植物园和天坛公园所做的客流预测显示，南园年游客接待量在450万人次，北园在80万人次；南园高峰日接待量3.4万人次，北园6600人次。对外交通方面，地铁8号线森林公园南门站预测可以承担每日2万人次的客流量；地面公交系统则预计可以承担6000人次，这样公共交通系统可以提供高峰日75%的游客量，游客自备车需满足25%的游客量，因此公园内建设了3000个停车位。公园内部道路也按高峰日游客不会感到不适、极端日不能保证全程舒适但不会造成拥挤进行设计。
公园四边道路分别是：东侧安立路、南侧科荟路、西侧林萃路、北侧跨清河北侧的清河北路、东北角的洼里三路。其中科荟路中段封闭改造为花坛，远期可能实施为地下隧道。北五环东西向穿公园而过；奥林东路、奥林西路分别从东部和西部南北向穿过。公园在周边道路和五环路上规划11个游览出入口。其中南门为主入口，此外在北五环设置有2个一级入口分别通向南园和北园，供游客自备车使用。
公园主要道路全部和城市道路分离，一级园路路宽8米，二级园路路宽4.5至6米，三级园路路宽1.5至3米。沿主干道设置电瓶车游览路线，在主要景点和路口设置站点。